# Rhinyptia meridionalis
Rhinyptia meridionalis är en skalbaggsart som beskrevs av Gilbert John Arrow 1911. Rhinyptia meridionalis ingår i släktet Rhinyptia och familjen Rutelidae. Inga underarter finns listade i Catalogue of Life.